# 134138 Laurabayley
134138 Laurabayley è un asteroide della fascia principale. Scoperto nel 2005, presenta un'orbita caratterizzata da un semiasse maggiore pari a 2,5868271 UA e da un'eccentricità di 0,2233250, inclinata di 12,93844° rispetto all'eclittica.